# Jaffa (maják)
Maják Jaffa také Yafo (hebrejsky: מגדלור יפו, anglicky: Jaffa Light) se nachází v Jaffě, části města Tel Aviv v Izraeli, ve východní části Středozemního moře.

## Historie
Maják byl postaven v roce 1862 francouzskými inženýry. Práce probíhaly na pokyn osmanských úřadů jako součást zvýšení bezpečnosti rozšiřovaného přístavu, ze kterého byly vyváženy citrusové plody, zejména známé Jaffa pomeranče. V roce 1936 Britové rozšířili přístav a maják přestavěli. Maják byl v provozu do roku 1966, nyní slouží jako navigační bod pro denní plavbu. Jeho optika byla převezena v roce 1966 do majáku Ašdod. Maják Jaffa se objevil na známce vydané v roce 2009.
Prvním strážcem majáku byl Armén Zakkarian, který přišel do Jeruzaléma. Byl vyškolen v obsluze majáku francouzskou firmou, která stavěla maják. Kolem roku 1938 byl proškolen jeho syn stejnou společností na nové technické vybavení. Jeho vnuk Abu Georg byl technikem zodpovědným za provoz majáku. Rodina Zakkarianů se po několik generací starala o maják.

## Popis
Maják je 10 metrů vysoká betonová věž s kruhovým půdorysem se čtyřmi žebry. V horní části přesahující kruhová plošina galerie a válcová část s výlezem bez žeber zakončená lucernou. Válcová část je natřena červenými a bílými horizontálními pruhy. Do roku 1936 byla používána karbidová lampa. Maják je uzavřen.

## Data
- Výška světla 76 m n. m.
- výška věže 10 m
- čtyři bílá světla se záblesky každých 14 sekund

označení:
- Admiralty N5962.5
- NGA 113-21258
- ARLHS ISR-005

## Galerie

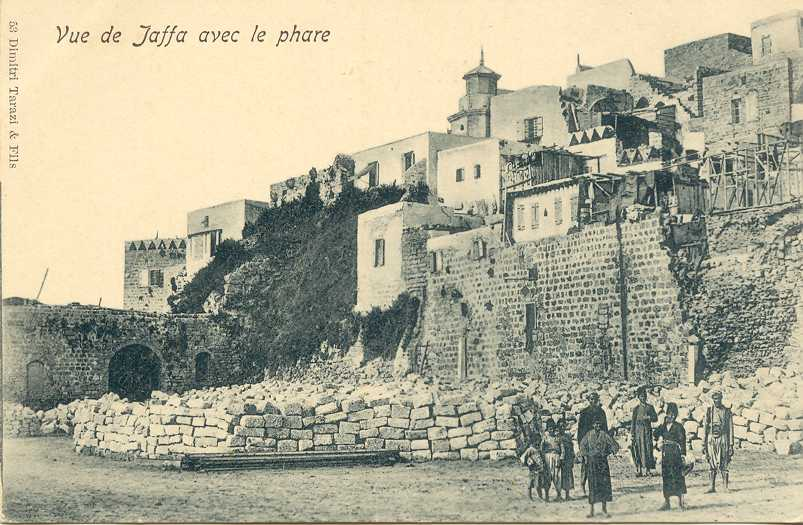
Maják kolem roku 1900
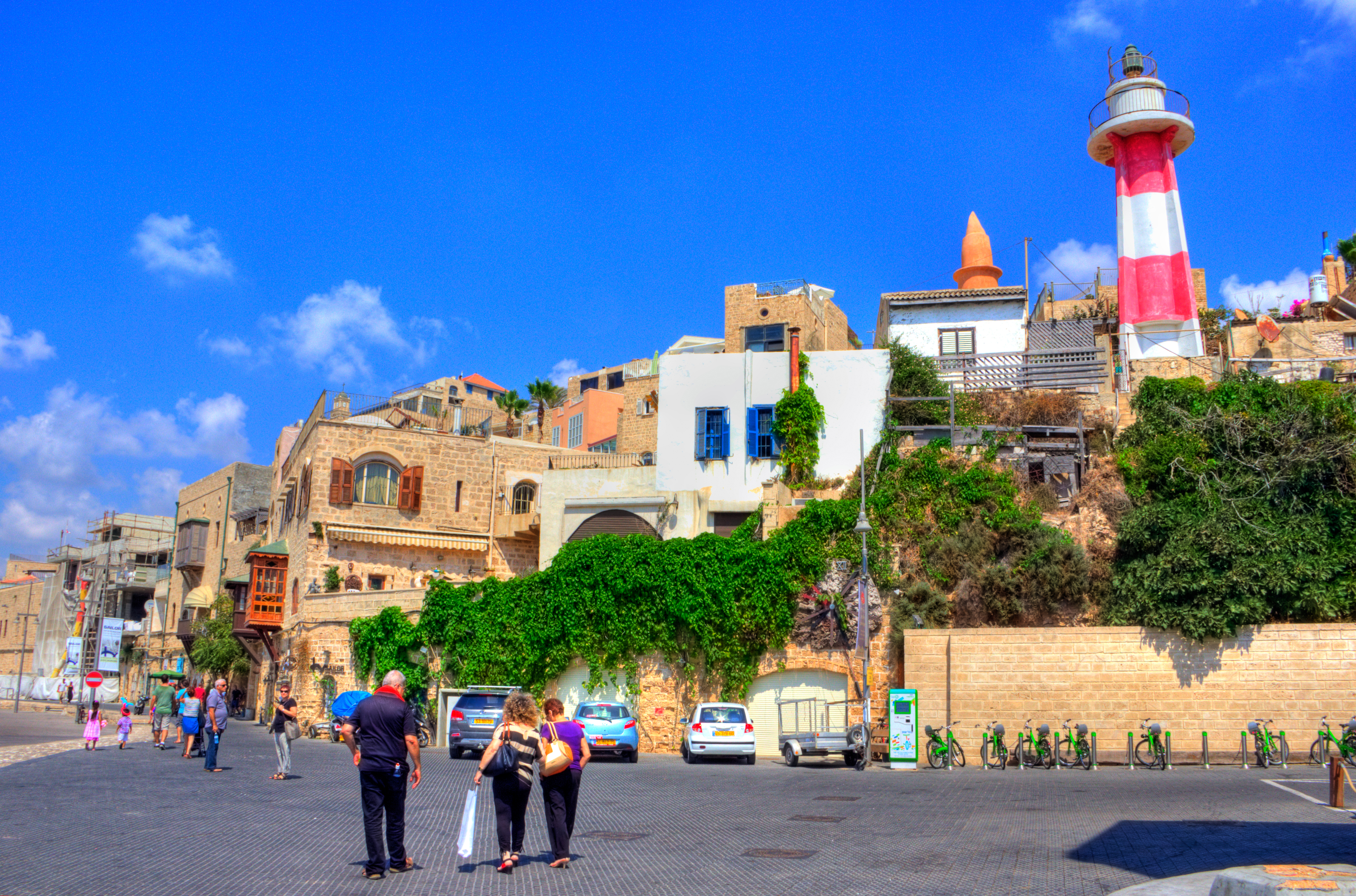
Maják v roce 2012
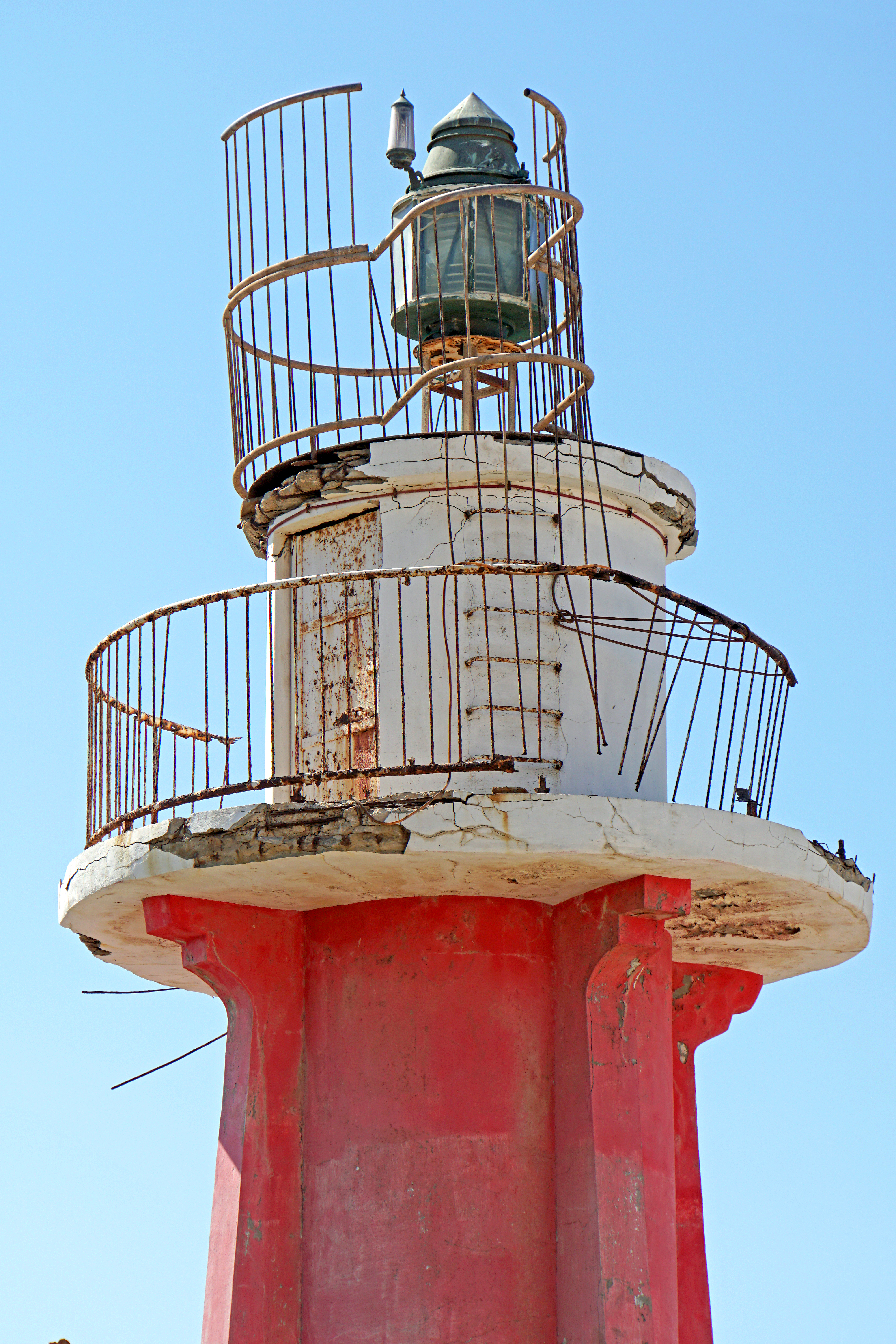
Maják v roce 2016.